# 夺命金
《奪命金》是一部2011年由杜琪峰执导的香港电影。刘青云、任贤齐和何韻詩主演。2009年開拍，2011年10月20日上映。本片入围第68届威尼斯电影节主竞赛单元，亦是第31屆多倫多國際影展、第59屆聖塞巴斯蒂安電影節、2011年香港亞洲電影節、第16屆釜山國際電影節、第55屆亞太影展參展作品。
片名不仅跟本片剧情有关，还直接取自杜琪峰1980年執導的首部电影《碧水寒山奪命金》。 杜琪峰说，取名《夺命金》是为了让他回想过去30年来走过的路，更希望可以重新出发，“这30年来，经历了中国发展、香港回归、世界经济转化及失衡等（事件），香港成为了一个「金钱中心」，让香港富豪们继续不顾后果地把香港楼价推上去。‘香港何去何从？香港人怎样生存’就是《夺命金》要大家反思的问题”。
对于电影主旨，杜琪峰说：这是一个动荡的世界，人们为了生存别无选择，无论你怎么努力遵循规则，迟早都要迷失自己。

## 剧情简介
影片主角为四個背景各異的人物：銀行職員Teresa（何韻詩飾）、黑幫中人三腳豹（劉青雲飾）、警隊高级督察張正方（任賢齊飾）及其妻Connie（胡杏兒飾），因一宗離奇劫案而串連起來。到底處身泡沫時代，衝擊不絕，人在金錢與原則之間應如何自處？一場股災，兩袋現金，引發這時代的終極矛盾。

## 演员表
| 演員                 | 角色         | 備註 |
| 刘青云               | 三腳豹       | 黑社會人士 沒有信心經常眨眼 性格憨直不貪婪 忠義行頭常為大佬兄弟四處奔波 為凸眼龍還債企圖搶劫鍾原，卻被關達文捷足先登 意外得到鍾原一袋500萬現錢 對投資全無認識，以為股市走勢如百家樂一樣 糊塗以五百萬在股票行買入黑市四百萬期貨，另外一百萬作為股票行手續費，賣出時升至超過八百萬 |
| 任贤齐               | 張正方       | 西九龍重案組高級督察 Connie之夫 突然知道有一同父異母的妹妹，名叫圓圓 曾經與三腳豹擦身而過，兩次在其附近辦案 對妻子買樓感茫然 粵語版由歐錦棠配音 |
| 何韵诗               | Teresa Chan  | 萬通銀行投資顧問 業績欠佳，處於被裁邊緣 口頭承諾為鍾原存回500萬現錢到銀行戶口，但在停車場眼見鍾原死亡，因貪念據為己有，其後辭職。 曾經與三腳豹擦身而過 喜歡甜食 |
| 胡杏儿               | Connie       | 無業人士 張正方之妻 渴望置業，眼見樓價不斷上升恐日後難以購買 買樓、按揭及收養圓圓皆自作主張 在萬通銀行與Teresa傾談按揭事宜 置業後即遇上股災變成負資產，不知所措 |
| 盧海鵬               | 鍾 原        | 經營高利貸 Teresa大客戶 市儈、精於數口又佔Teresa便宜 鍾原在萬通銀行提取兩袋共一千萬現金 一袋因凸眼龍沒有帶齊屋契抵押，要求Teresa延後存回銀行戶口，一袋自己提走 在停車場被關達文劫殺，最後因頭部出血而亡 強調「錢解決到的就不是大問題」                                           |
| 蘇杏璇               | 娟 姐        | Teresa客戶 原名鄭小娟 被銀行評為低風險投資者，但被Teresa游說購入一百萬高風險基金 股災時基金市值損失三十六萬 |
| 姜皓文               | 凸眼龍       | 黑社會人士 三腳豹兄弟 原名羅兆龍 參與黑市期指投資 因股災損失大量金錢 假裝向鍾原借貸，計劃劫走鍾原財物及更改交易記錄以圖還債 被宋先生捉住用裝飾刺針刺穿胸膛 要求三腳豹用500萬現錢沽出期貨 最後因股市回升的消息令其心臟受壓而死                                                    |
| 譚炳文               | 坤 哥        | 黑社會人士 叔父輩 原名黎坤 三腳豹大佬 借其壽宴斂財 |
| 黃日華               | 火爆森       | 黑社會人士 三腳豹兄弟 正職廢紙回收商 三腳豹為拜山華籌集保釋費登門造訪 |
| 張兆輝               | 拜山華       | 黑社會人士 本名吳耀華 阿雲之情人 三腳豹兄弟 常以三腳豹為提款機 終日生事 在坤哥壽宴被西九龍重案組拘留后由三腳豹保釋外出，立即又被東九龍反黑組拘留后由凸眼龍的代表律師保釋外出 |
| 羅永昌               | 榮師傅       | 黑社會人士 拜山華表兄 正職茶餐廳老闆 三腳豹為拜山華籌集保釋費登門造訪 |
| 車婉婉               | Jackie       | 萬通銀行投資部經理 Teresa的上司 強調「錢是用來購買」 |
| 陳自瑤               | T.T.Chau     | 萬通銀行投資顧問 Jackie稱呼"細T" Teresa同事 其個人業績最佳 在大跌市期間慫恿老伯趁低入市 |
| 趙希洛               | Jenny Kwok   | 萬通銀行投資顧問 Jackie稱呼"珍妮小姐" Teresa同事 其個人業績一般 被Jackie在會上訓示 |
| 賈曉晨               | 何小姐       | 鍾原下屬 關達文女朋友 為購物而貪財，本性冷血 慫恿男朋友劫殺鍾原，但對男朋友之死無動於衷 |
| 梁俊一               | 關達文       | 何小姐男朋友 被女友慫恿搶劫鍾原，雖重創鍾原頭部 但亦被鍾原用鐵器重擊頭部而死 |
| 黃智賢               | 李致文       | 西九龍重案組警長(沙展) 張正方非常信任的下屬 因鍾原之死查問萬通銀行各職員 |
| 尹子維               | 宋先生       | 「金菠蘿期指股票交易系統」幕後主腦 勢力龐大 親手殺死竄改交易記錄的凸眼龍 |
| 徐忠信               |              | 宋先生保鑣 |
| 盧希萊               |              | 坤哥老婆 |
| 李兆基               | 西 哥        | 出席坤哥壽宴的黑社會人士 |
| 吳志雄               | B 哥         | 出席坤哥壽宴的黑社會人士 |
| 黃 瑩                | Helen        | 凸眼龍性感秘書 |
| Singh Hartihan Bitto |              | 萬通銀行夜間保安員 |
| 施祖男               |              | 東九龍反黑組督察 宋先生線眼 |
| 夏萍                 |              | 收紙皮婆婆 |
| 陳勉良               | 蛇仔明       | 套房住客，欠租兩個月 |
| 魯芬                 | 包租婆       | 租房給蛇仔明，阻止蛇仔明出外透露套房有命案發生 |
| 洪偉良               |              | 坤哥壽宴酒樓部長 |
| 蔡子健               |              | 投資風險短片講解者 |
| 李國麟               | 衛嘉樂/衛Sir | 西九龍總區(行政支援)總督察, 負責證物保管 張正方的同事 一時貪念, 盜取了由張正方交回警局的七十多萬元爆竊失款證物 曾要求張正方為他隱瞞事件, 但被張正方拒絕 因盜取失款證物被揭發後, 而在辦公室吞槍自殺 角色在影片最終公映版本中被刪去                                                |
| 郭峰                 | 李sir        | 西九龍總區警司 張正方和衛嘉樂之上司 角色在影片最終公映版本中被刪去 |
| 譚雲                 | 阿 雲        | Wind 拜山華之情人 李致文之妻 死於拜山華枪下 角色在影片最終公映版本中被刪去 |

## 電影歌曲
| 曲別   | 歌名         | 作曲 | 作詞 | 演唱 |
| ------ | ------------ | ---- | ---- | ---- |
| 主題曲 | 《水漫金山》 | 岳薇 | 林夕 | 岳薇 |

## 中國删改
2012年2月在中國上映的版本虽然对外宣传时称“并没有删减”，而事实上在以下两个地方作出了删减的处理。
1. Teresa客戶鄭小娟在银行作投资风险评估时的情节由于过于冗长被部份删去。
2. 凸眼龙被宋先生捉住用裝飾刺針刺穿胸膛时，对于“刺穿胸膛”的特写作出了删减。

而影片最大的变动是片尾增加了一行字幕，将原版中私吞存款的银行职员Teresa Chan（何韵诗飾）由逍遥法外改成了投案自首。

## 奖项
| 年份 | 頒獎典禮                   | 獎項                   | 入圍者                               | 結果 |
| ---- | -------------------------- | ---------------------- | ------------------------------------ | ---- |
| 2012 | 第18屆香港電影評論學會大獎 | 最佳電影               | 奪命金                               | 提名 |
| 2012 | 第18屆香港電影評論學會大獎 | 推薦電影               | 奪命金                               | 獲獎 |
| 2012 | 第18屆香港電影評論學會大獎 | 最佳導演               | 杜琪峯                               | 提名 |
| 2012 | 第18屆香港電影評論學會大獎 | 最佳男演員             | 劉青雲                               | 獲獎 |
| 2012 | 第18屆香港電影評論學會大獎 | 最佳女演員             | 何韻詩                               | 提名 |
| 2012 | 第18屆香港電影評論學會大獎 | 最佳編劇               | 銀河創作組、歐健兒、黃勁輝           | 獲獎 |
| 2012 | 第31屆香港電影金像獎       | 最佳電影               | 奪命金                               | 提名 |
| 2012 | 第31屆香港電影金像獎       | 最佳導演               | 杜琪峯                               | 提名 |
| 2012 | 第31屆香港電影金像獎       | 最佳編劇               | 銀河創作組、歐健兒、黃勁輝           | 提名 |
| 2012 | 第31屆香港電影金像獎       | 最佳男主角             | 劉青雲                               | 提名 |
| 2012 | 第31屆香港電影金像獎       | 最佳男配角             | 盧海鵬                               | 獲獎 |
| 2012 | 第31屆香港電影金像獎       | 最佳女配角             | 蘇杏璇                               | 獲獎 |
| 2012 | 第31屆香港電影金像獎       | 最佳剪接               | 大衛·理察森                          | 提名 |
| 2012 | 第31屆香港電影金像獎       | 最佳原創電影歌曲       | 〈水漫金山〉 詞：林夕 曲、演唱：岳薇 | 提名 |
| 2012 | 第12届华语电影传媒大奖     | 最佳電影               | 奪命金                               | 提名 |
| 2012 | 第12届华语电影传媒大奖     | 最佳導演               | 杜琪峯                               | 獲獎 |
| 2012 | 第12届华语电影传媒大奖     | 最佳編劇               | 銀河創作組、歐健兒、黃勁輝           | 獲獎 |
| 2012 | 第12届华语电影传媒大奖     | 最佳男主角             | 劉青雲                               | 獲獎 |
| 2012 | 第12届华语电影传媒大奖     | 最佳男配角             | 盧海鵬                               | 提名 |
| 2012 | 第12届华语电影传媒大奖     | 最佳男配角             | 姜皓文                               | 提名 |
| 2012 | 第12届华语电影传媒大奖     | 最佳女配角             | 何韻詩                               | 獲獎 |
| 2012 | 第12届华语电影传媒大奖     | 最佳女配角             | 蘇杏璇                               | 提名 |
| 2012 | 第12届华语电影传媒大奖     | 百家传媒年度致敬电影   | 奪命金                               | 提名 |
| 2012 | 第12届华语电影传媒大奖     | 百家传媒年度致敬电影人 | 杜琪峰                               | 提名 |
| 2012 | 第49屆金馬獎               | 最佳劇情片             | 奪命金                               | 提名 |
| 2012 | 第49屆金馬獎               | 最佳導演               | 杜琪峯                               | 獲獎 |
| 2012 | 第49屆金馬獎               | 最佳原著劇本           | 銀河創作組、歐健兒、黃勁輝           | 獲獎 |
| 2012 | 第49屆金馬獎               | 最佳男主角             | 劉青雲                               | 獲獎 |
| 2012 | 第49屆金馬獎               | 最佳女主角             | 何韻詩                               | 提名 |
| 2012 | 第49屆金馬獎               | 最佳剪輯               | David Richardson                     | 提名 |
| 2012 | 第55屆亞太影展             | 最佳影片               | 奪命金                               | 獲獎 |
| 2012 | 第55屆亞太影展             | 最佳男主角             | 劉青雲                               | 獲獎 |
| 2012 | 第11屆長春電影節           | 最佳導演獎             | 杜琪峰                               | 獲獎 |
| 2012 | 第11屆長春電影節           | 最佳女主角             | 何韻詩                               | 提名 |
| 2012 | 第11屆長春電影節           | 最佳华语故事片奖       | 奪命金                               | 提名 |
| 2012 | 第11屆長春電影節           | 最佳男主角             | 劉青雲                               | 提名 |
| 2012 | 第11屆長春電影節           | 最佳男配角             | 盧海鵬                               | 提名 |
| 2012 | 第11屆長春電影節           | 最佳女配角             | 蘇杏璇                               | 提名 |
| 2012 | 第11屆長春電影節           | 最佳攝影               | 夏绍虞                               | 提名 |
| 2012 | 第11屆長春電影節           | 最佳編劇               | 銀河創作組、歐健兒、黃勁輝           | 提名 |
| 2013 | 第9屆華鼎獎                | 中國最佳導演獎         | 杜琪峰                               | 提名 |
| 2013 | 第9屆華鼎獎                | 中國最佳編劇獎         | 銀河創作組、歐健兒、黃勁輝           | 提名 |
| 2013 | 第9屆華鼎獎                | 中國最佳男主角獎       | 劉青雲                               | 提名 |

## 取景
觀塘鴻圖道（瀝洋工業大廈對出）、油麻地廣東道 （油麻地警署對出）、九龍灣臨福街和宏泰道、尖東科學館廣場、土瓜灣美善同道和江蘇街、尖沙咀加拿分道和碧仙桃路

## 軼事
2012年12月25日，一名中國人声称受到《奪命金》的情節啟發下，在香港欲倣效劇情，在停車場等待劫案發生，再現身救人使到受害人對其感恩圖報下，再借錢予他償還賭債。惟他等待兩日均無劫案發生，最終行劫，持玩具槍及發射橡膠子彈，對在該處泊車的律師行劫兩千港元。他於兩日後被警察拘捕，於2013年8月15日在高等法院承認一項搶劫罪，法官於判刑時表明不相信他模仿電影情節而犯案，指他早有預謀，而且他發射橡膠子彈為加刑因素，最終將其判囚8年。
另外，本片為夏萍和蘇杏璇生前最後一部參與演出的電影。